# Anthony Soter Fernandez
Anthony Soter Fernandez (Sungai Petani, 22 aprile 1932 – Cheras, 28 ottobre 2020) è stato un cardinale e arcivescovo cattolico malese.

## Biografia
Anthony Soter Fernandez è nato il 22 aprile 1932 a Sungai Petani, diocesi di Penang e Stato federato di Kedah, nella parte nord-occidentale della Malaysia.
Ha ricevuto l'ordinazione sacerdotale il 10 dicembre 1966 presso la cattedrale dell'Assunzione di Maria Vergine a Penang; si è incardinato, trentaquattrenne, come presbitero della medesima diocesi.

### Ministero episcopale
Il 29 settembre 1977 papa Paolo VI lo ha nominato, quarantacinquenne, 3º vescovo di Penang; è succeduto a Gregory Yong, precedentemente nominato arcivescovo di Singapore. Ha ricevuto la consacrazione episcopale il 17 febbraio 1978, presso il "General College" a Penang, per imposizione delle mani di monsignor Yong, assistito dai co-consacranti monsignori James Chan Soon Cheong, vescovo di Melaka-Johor, e Anthony Lee Kok Hin, vescovo di Miri; ha preso possesso della diocesi durante la stessa celebrazione. Come suo motto episcopale il neo vescovo Fernandez ha scelto Keadilan dan keamanan, che tradotto vuol dire "Giustizia e pace".
Il 2 luglio 1983 papa Giovanni Paolo II lo ha nominato, cinquantunenne, 2º arcivescovo metropolita di Kuala Lumpur; è succeduto al settantatreenne Dominic Vendargon, dimissionario per raggiunti limiti d'età. Il 10 novembre seguente ha preso possesso dell'arcidiocesi, nella cattedrale di San Giovanni.
Dal 1987 al 1990 è stato presidente della Conferenza dei vescovi cattolici di Malesia, Singapore e Brunei; ha ricoperto nuovamente tale ufficio dal 2000 al 2003.
Il 24 maggio 2003 papa Wojtyła ha accettato la sua rinuncia dal governo pastorale dell'arcidiocesi di Kuala Lumpur per motivi di salute, ai sensi del can. 401 § 2 del Codice di diritto canonico, divenendo arcivescovo emerito all'età di settantuno anni; gli è succeduto monsignor Murphy Nicholas Xavier Pakiam, trasferito dalla sede titolare di Cunavia e dall'ufficio di ausiliare della medesima arcidiocesi. Si è ritirato nel seminario maggiore di Penang, dove si è dedicato alla formazione dei sacerdoti come direttore spirituale.

### Cardinalato
Il 9 ottobre 2016, durante l'Angelus, papa Francesco ha annunciato la sua creazione a cardinale nel concistoro del 19 novembre seguente; è il primo porporato malese nella storia della Chiesa. Avendo già ottantaquattro anni al momento dell'annuncio, non ha avuto il diritto di entrare in conclave e di essere membro dei dicasteri della Curia romana, in conformità all'art. II § 1-2 del motu proprio Ingravescentem Aetatem. Durante la cerimonia, svoltasi nella basilica di San Pietro in Vaticano, il pontefice gli ha conferito la berretta, l'anello cardinalizio ed il titolo presbiterale di Sant'Alberto Magno, istituito durante lo stesso concistoro. Ha preso possesso della sua chiesa titolare in una celebrazione svoltasi due giorni dopo, il 21 novembre.
Colpito da un cancro alla lingua nel novembre 2019, è deceduto il 28 ottobre 2020, all'età di ottantotto anni, presso la Casa "San Francesco Saverio" per gli anziani a Cheras, presso Kuala Lumpur. In seguito ai solenni funerali celebrati il 31 ottobre alle ore 10.30 locali dall'arcivescovo metropolita Julian Leow Beng Kim presso la cattedrale di San Giovanni, è stato sepolto nella cripta della cattedrale stessa accanto al suo predecessore Dominic Vendargon.
Al momento della sua morte era l'unico cardinale ad appartenere al ramo di genealogia episcopale che inizia con l'arcivescovo François de Bovet.

## Genealogia episcopale e successione apostolica
La genealogia episcopale è:
- Arcivescovo François de Bovet
- Vescovo Jacques-Léonard Pérocheau, M.E.P.
- Vescovo Annet-Théophile Pinchon, M.E.P.
- Arcivescovo Eugène-Jean-Claude-Joseph Desflèches, M.E.P.
- Vescovo François-Eugène Lions, M.E.P.
- Vescovo Jean-Joseph Fenouil, M.E.P.
- Vescovo Marc Chatagnon, M.E.P.
- Vescovo Jean-Claude Bouchut, M.E.P.
- Vescovo Pierre Louis Perrichon, M.E.P.
- Vescovo Frédéric-Joseph-Marie Provost, M.E.P.
- Arcivescovo Michel Olçomendy, M.E.P.
- Arcivescovo Gregory Yong Sooi Ngean
- Cardinale Anthony Soter Fernandez

La successione apostolica è:
- Arcivescovo Murphy Nicholas Xavier Pakiam (1995)